# 中野駅 (東京都)

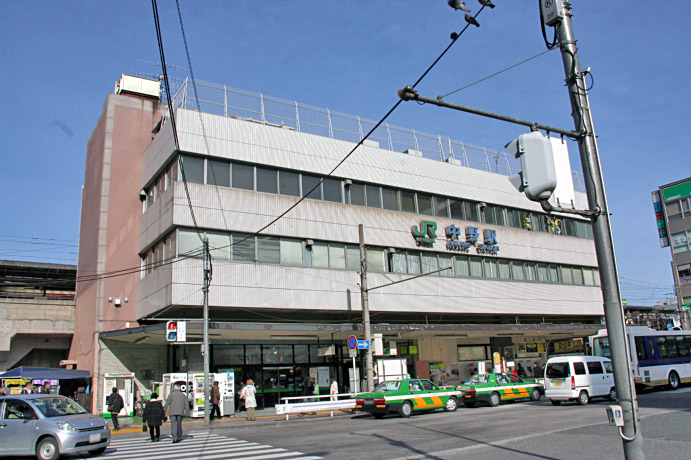
南口（2006年12月）

中野駅（なかのえき）は、東京都中野区中野五丁目にある、東日本旅客鉄道（JR東日本）・日本貨物鉄道（JR貨物）・東京地下鉄（東京メトロ）の駅である。
旅客営業においては、JR東日本と東京メトロの共同使用駅で、JR東日本が駅を管轄している。

## 乗り入れ路線
JR東日本・JR貨物の中央本線（旅客営業を行うJR東日本が第一種鉄道事業者、貨物営業を行うJR貨物が第二種鉄道事業者）と、東京メトロの東西線が乗り入れ、接続駅となっている。
- JR東日本：各線（後述）
- 東京メトロ： 東西線 - 当駅を起点としている。駅番号「T 01」

乗り入れているJR東日本の路線は中央本線のみであるが、運転系統としては、急行線を走る中央線快速電車、および緩行線を走る中央線各駅停車の2系統が停車する。このうち各駅停車の一部は東京メトロ東西線と相互直通運転を行っている。また、JRの特定都区市内制度における「東京都区内」に属する。
- 中央線（快速）：急行線を走行する中央本線の近距離電車。八王子駅・高尾駅方面の列車の他に、立川駅から青梅線へ直通する列車も運行している。 - 駅番号「JC 06」
- 中央・総武線（各駅停車）：緩行線を走行する中央本線の近距離電車。新宿駅を経由する中央・総武線の他に、当駅から地下鉄東西線へ直通する列車も運行。東京メトロ東西線直通列車は西船橋駅から東葉高速線への直通運転を行っている他、平日の朝夕ラッシュ時のみ津田沼駅まで総武線（各駅停車）への直通も行っている。 - 駅番号「JB 07」

平日の快速は当駅以西は各駅に停車する。当駅 - 三鷹駅間の所要時間は各駅停車とほぼ同等となる（なお、通過を伴う土休日の快速でも大差はない）。

## 歴史
- 1889年（明治22年）4月11日：新宿駅 - 立川駅間開通と同時に甲武鉄道の駅として開業[1]。旅客および貨物の取り扱いを開始[1]。現在の駅舎の位置より100mほど西側にあった。当初は現在の中野坂上駅の位置に開業する予定であった。
- 1904年（明治37年）8月21日：飯田町駅 - 当駅間で電車運転開始[3]。
- 1906年（明治39年）10月1日：甲武鉄道の国有化により、官設鉄道の駅となる[4]。
- 1909年（明治42年）10月12日：線路名称制定により中央東線（1911年から中央本線）の所属となる[4]。
- 1929年（昭和4年）：現在地に移転。その際、現在の駅の西側にある通り（中野通り）を掘り下げ、南北の通行を可能にした。
- 1949年（昭和24年）6月1日：日本国有鉄道発足[5]。
- 1963年（昭和38年）5月16日：貨物の取り扱いを廃止[1]。
- 1966年（昭和41年）3月16日：営団地下鉄東西線の駅が開業。
  - 東西線開業前は、現在の1・2番線が中央線（各駅停車）ホーム、3・4番線が中央線（快速）ホームであった[6]。東西線建設に伴い、北側の貨物設備と北口広場を縮小して5・6、7・8番線ホームを新設し、中央線（快速）を移設させ、3・4番線ホームを東西線用に転用した[6]。
- 1986年（昭和61年）11月1日：荷物扱い廃止[1]。
- 1987年（昭和62年）
  - 3月31日：貨物の取り扱いを再開[1]。ただし、車両輸送に限り定期貨物列車の設定はない。
  - 4月1日：国鉄分割民営化により、中央本線の駅は東日本旅客鉄道（JR東日本）と日本貨物鉄道（JR貨物）の駅となる[1][7]。
- 1992年（平成4年）3月17日：自動改札機を設置し、使用開始[8]。
- 2001年（平成13年）11月18日：JR東日本でICカード「Suica」の利用が可能となる[報道 1]。
- 2004年（平成16年）4月1日：帝都高速度交通営団（営団地下鉄）民営化に伴い、東西線の駅は東京地下鉄（東京メトロ）に継承される[報道 2]。
- 2007年（平成19年）3月18日：東京メトロでICカード「PASMO」の利用が可能となる[報道 3]。
- 2019年（令和元年）8月31日：びゅうプラザの営業を終了[9]。
- 2024年（令和6年）
  - 1月31日：東京メトロの定期乗車券の取扱を終了[10]。
  - 6月25日：南口に、みどりの窓口とNewDaysが一体となった「NAKANO stand」が開業[報道 4][報道 5]。

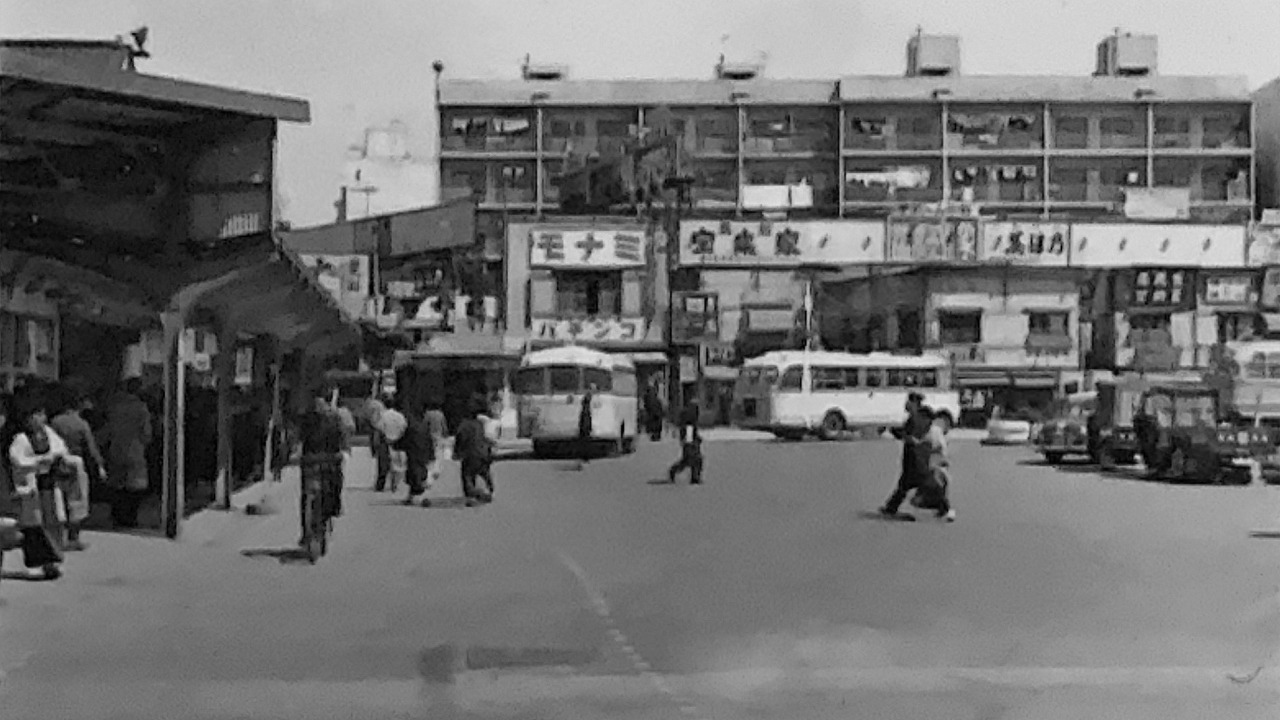
南口（1950年頃）
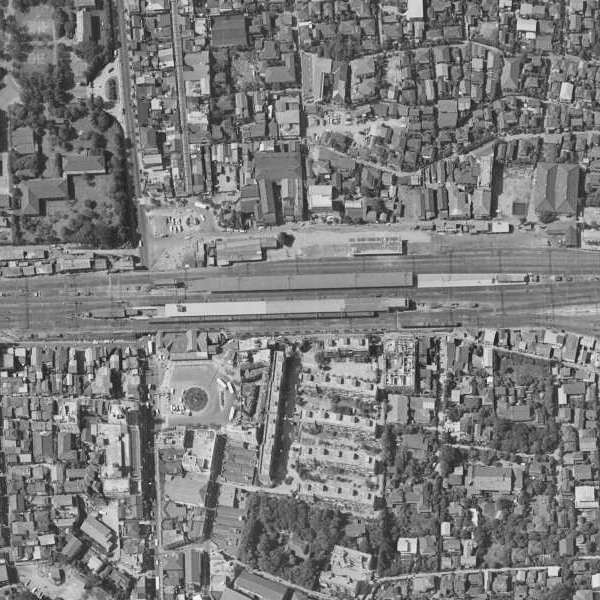
中野駅周辺の白黒空中写真（1963年6月26日撮影）
国土交通省 国土地理院 地図・空中写真閲覧サービスの空中写真を基に作成

## 駅構造
直営駅（駅長配置）で管理駅として東中野駅を管理する。また、当駅、高円寺駅、阿佐ケ谷駅、荻窪駅、西荻窪駅からなる当駅駅長がセンター長を兼任する中野営業統括センターの所在駅であり、中央線の東中野駅 - 西荻窪駅を統括する。東京メトロとしては、飯田橋駅務管区高田馬場地域の被管理駅である。島式ホーム4面8線を有する高架駅である。当駅では、中央線（各駅停車）と東京メトロ東西線が相互直通運転を行っており、のりばと改札を共用している。このため、JR東日本と東京メトロの乗り換えは中間改札なしで可能である。ホーム下には南口と北口の2つの改札口がある（後述）。1番線の南側には電留線が1本敷設されている。
トイレは北口寄りが改札正面の6番線下付近、南口が改札を入ってすぐ右（コンコースからは階段を降りて左）にある。2010年4月より南口改札のトイレが現在地に移転し、同時にユニバーサルデザインの一環として多機能トイレ（オストメイト対応）も設置された。
エレベーターは設置されていないが、改札フロアとホーム（3・4番線では3号車付近）を連絡するエスカレーターが上下両方向1本ずつ東中野・落合寄りにあり、車椅子にも対応している。改札フロアとホームを結ぶ階段は3・4番線では5号車付近となる。南口は改札を入ってすぐに数段の階段がある。改札を入って右側の南口階段脇には車椅子専用の昇降機がある。北口は従来は高架下の改札口を入ってすぐに数段の階段があったが、2012年5月に歩行者広場としてコンコースと同じ高さで改修・整備された駅前広場に面した位置に改札口が移設され、段差がなくなった。北口広場からは同年7月に中野通りをまたぐ東西連絡橋が整備され、エスカレーターとエレベーターが設置され、区役所や警察病院跡地に開発された中野四季の都市（まち）方面に至る動線がバリアフリー化された。2020年から駅全体の改良工事に着工しており、2026年には駅西側に橋上駅舎と西口改札、南北通路が完成する予定である。
乗り換え専用通路はホームの新宿寄り（3・4番線では1号車付近）にあり、階段を経由して他のホームへ移動できる。
2006年3月18日のダイヤ改正を前にホーム上の掲示時刻表のフォーマットデザインが一新され、奇数時間帯・偶数時間帯がそれぞれ水色（平日）・桃色（土曜・休日）と白で色分けされたものになった（3・4番線を除く）。
3・4番線ホームは東京メトロの乗り場である。2004年頃からJR東日本仕様の発車標が設置されていたが、東西線の信号保安システムの更新に合わせ、2007年3月から東京メトロ仕様の行先と発車時刻を表示する発車標に更新され、到着・発車などの案内に東京メトロ仕様の自動放送が行われるようになった。これに伴い、それまで設置されていたJR東日本仕様の発車標は撤去された。なお、コンコースの発車標は従来通りJR東日本仕様のものが使用されている（表示形式は中央線と異なる）。列車非常停止警報装置の操作ボタンも、東京メトロのものではなくJR東日本のものを使用している。また、当駅では快速の通過待ち案内放送は流れない。
会社別に改札・ホーム・設備が分離されている西船橋駅と違い、当駅はホームもJR・東京メトロで混在しており、駅設備も含めほとんどがJR東日本の設備になっている。変わった点としては、3・4番線ホームの駅名標（JR東日本のフォーマット）の線の色が通常のJR東日本のコーポレートカラーである緑ではなく東西線のラインカラーである水色で、3・4番線の発車メロディがJR東日本仕様のメロディではなく東京メトロ仕様のブザー（通称：営団ブザー）になっていること、中央緩行線から東西線へ直通する列車は5番線から発車するため、東京メトロの車掌がJRの発車メロディスイッチを操作し（唯一の例）、逆に3番線からの三鷹行ではJRの車掌がブザースイッチを操作すること、などが挙げられる。ただし、発車ブザーのスイッチはJR東日本仕様のものが使われている。また、JR東日本仕様の発車標を設置していた頃はJR東日本仕様の放送と営団ブザーという組み合わせであった。
3・4番線以外のホームではATOS型自動放送が使われており、英語の案内放送も流れる。現在は、3・4番線ホームも東京メトロ仕様の駅自動放送に英語の案内放送が流れ、全てのホームで英語の案内放送が流れるようになった。
3・4番線の駅名標は東西線における両隣の駅（片方は落合駅、もう片方は中央緩行線の高円寺駅）を表しているが、JRグループが定める特定都区市内に関する区（東京23区内の駅の意味）が表記されている。なお、方面案内標も現行のものに更新されるまでは日本国有鉄道（国鉄）時代のフォーマットで帝都高速度交通営団（営団地下鉄）のサインシステム書体と同じゴシック体のものが設置されていた。

### のりば
| 番線 | 事業者     | 路線                     | 方向 | 行先                             | 備考                                       |
| ---- | ---------- | ------------------------ | ---- | -------------------------------- | ------------------------------------------ |
| 1    | JR東日本   | 中央・総武線（各駅停車） | 西行 | 高円寺・荻窪・三鷹方面           | 新宿方面から（早朝の一部は当駅始発）の電車 |
| 2    | JR東日本   | 中央・総武線（各駅停車） | 東行 | 東中野・新宿・千葉方面           | 当駅始発（平日朝1本は1番線発）             |
| 3    | JR東日本   | 中央・総武線（各駅停車） | 西行 | 高円寺・荻窪・三鷹方面           | 東西線からの直通                           |
| 3・4 | 東京メトロ | 東西線                   | -    | 大手町・西船橋・東葉勝田台方面   | 当駅始発                                   |
| 5    | 東京メトロ | 東西線                   | -    | 大手町・西船橋・東葉勝田台方面   | 三鷹方面からの直通                         |
| 5    | JR東日本   | 中央・総武線（各駅停車） | 東行 | 東中野・新宿・千葉方面           | 三鷹方面からの電車                         |
| 6    | JR東日本   | 中央線（快速）           | 下り | 武蔵小金井・立川・高尾・大月方面 |                                            |
| 7・8 | JR東日本   | 中央線（快速）           | 上り | 新宿・東京方面                   | 7番線は一部列車                            |

（出典：JR東日本:駅構内図・東京メトロ:構内図）
- 当駅では中央急行線（中央線快速）を「中央線」、中央緩行線（日中の中央・総武線各駅停車および東西線直通の中央線各駅停車）を「総武線」として案内した表記が多い。実例としては、3番線は、東西線からの中央線直通電車（各駅停車三鷹行）が停車するが、実際の番線標には「■総武線 三鷹方面」と表記されている。また、乗り換え案内標にも単に「■総武線」と表記されているものがある。ただし、後年追加されたコンコース案内標では他の駅と同様に「中央・総武線（各駅停車）」・「中央線（快速）」の表現が使われているものもある。一方、発車標には「中央線各駅停車」や「総武・中央線」と表記しているものもある。(現在、案内標および発車標は全て「  中央・総武線（各駅停車）」の表記に交換されている。)
- 中央線快速下り6番線のATOS型自動放送でも、土休日の快速に対して「この電車は、高円寺・阿佐ケ谷・西荻窪には停車いたしません。総武線、各駅停車の電車を、ご利用ください。」、特別快速（中央特快・青梅特快・ホリデー快速）に対しても「この電車は、三鷹まで停車いたしません。総武線、各駅停車の電車を、ご利用ください。」と案内していた。のちにこの案内は「（略）中央線、各駅停車の電車（略）」と改められた。
- 2020年3月14日より、総武線直通各駅停車の千葉方面行は三鷹始発が5番線進入、当駅始発が2番線使用に統一された。なお、終電間際の三鷹始発当駅止まりは2番線に到着する。このほか、ダイヤ乱れなどで三鷹始発東西線直通電車が東西線に直通せず当駅打ち切りとなるなどの非常時も2番線を使用し、東中野方の引き上げ線を使用してのちに1番線を経由して旧中野電車区の留置線あるいは三鷹方面に折り返す。2020年3月13日までは早朝・深夜に三鷹方面発総武線直通も2番線を使用する時間帯があった。
- 2022年3月のダイヤ改正現在も、平日の早朝6時台に1番線から新宿・御茶ノ水・千葉方面へ行く定期列車が1本存在するが、中野電車区から高円寺側の引き上げ線に入線後、1番線に入線して発車する当駅始発の千葉行の電車である。
- 2020年3月13日まで運行されていた早朝・深夜の東京駅発着（一部は当駅始発・終点）の各駅停車は1・2番線を使用していた。過去に新宿駅南側の甲州街道跨線橋架け替えに伴う配線変更工事で全列車が各駅停車で運転した場合は、発着方面に関係なく下りは1番線、上りは2番線が当駅折り返し、5番線が三鷹方面からの電車となっていた（東西線は中央線との直通運転を中止し、すべて当駅3・4番線で折り返し）。
- 2020年3月13日までは、深夜下りに武蔵小金井・立川・八王子・高尾方面行き電車が各駅停車（緩行線経由）・快速（急行線経由、平日の当駅から各駅停車も含む）の双方とも運転されていた。この時間帯には、1・6番線双方の電光掲示板にて発車時刻を確認する必要があった。
- 快速用の編成のうち2本が、高尾発当駅止まりの各駅停車として運行され（上り東京行終了後の2本）、翌朝4時台に当駅始発として出庫していた（下り・上りとも1本）。快速用の編成による当駅始発および当駅止まりの運用はこの2本ずつのみであった。2016年3月25日までは、東京発当駅止まりの各駅停車があったが、翌26日の改正で、立川方面行きに延長された。同時に、当駅始発立川・八王子・高尾方面行きの2本目は、武蔵小金井行きに見直され、使用車両も総武線各駅停車用の車両に改められた。
- 当駅は中距離列車の停車駅には含まれていないため、原則として特急列車（「スーパーあずさ」「あずさ」「かいじ」）は停車しないが、過去に特急が甲州街道跨線橋架け替えに伴う配線変更工事で新宿駅構内に入線できない場合などに当駅が臨時で始発・終着駅となることがあった。その際は6番線は使用休止とされ、7・8番線が特急専用ホームとなり高円寺側に仮設用のホームが建設された。工事が実施される際には中央線は特急以外の全列車を各駅停車（御茶ノ水駅 - 三鷹駅間は緩行線使用）とし、御茶ノ水駅 - 当駅間の急行線の使用も休止し、当駅 - 三鷹駅間の急行線は特急専用となり、側面行先表示器にも「中野」の表示が用意されている。
  - JR中央線は、2020年代前半（2021年度以降の向こう5年以内）をめどに快速電車に2階建てグリーン車を2両連結させ12両編成運転を行う。そのため6 - 8番線は、12両編成の列車が停車できるように下り三鷹寄りへホームを延長する改築工事が実施され[報道 6][新聞 1]、2024年10月12日までに12両編成対応のホームの延伸を完了し、翌日10月13日より快速電車における12両編成の運転が開始された[報道 7]。
- 2008年4月に運転された特急ウイングエクスプレスは当駅にも停車していた。その際は7番線が使用され、2013年3月12日時点では乗車位置ステッカーを見ることができたが、2018年現在は撤去されている。
- 駅の南東に隣接して中野電車区があり、終日にわたり出・入庫があるが、国鉄末期に車両の配置はなくなっている。
- 7番線からの快速東京行は平日のみで、朝ラッシュ時と夜のみである。2018年3月17日改正までは昼過ぎにも設定があった。
- 7番線は折り返し可能であり、臨時列車の回送や、総武線の車輪添削回送では、三鷹方面から来た列車が7番線で折り返すことがある。また、新宿方面からの進入も可能であり、新宿からきた特急列車の回送列車が7番線で停車し、その後三鷹方面へ発車するという光景も見られる。

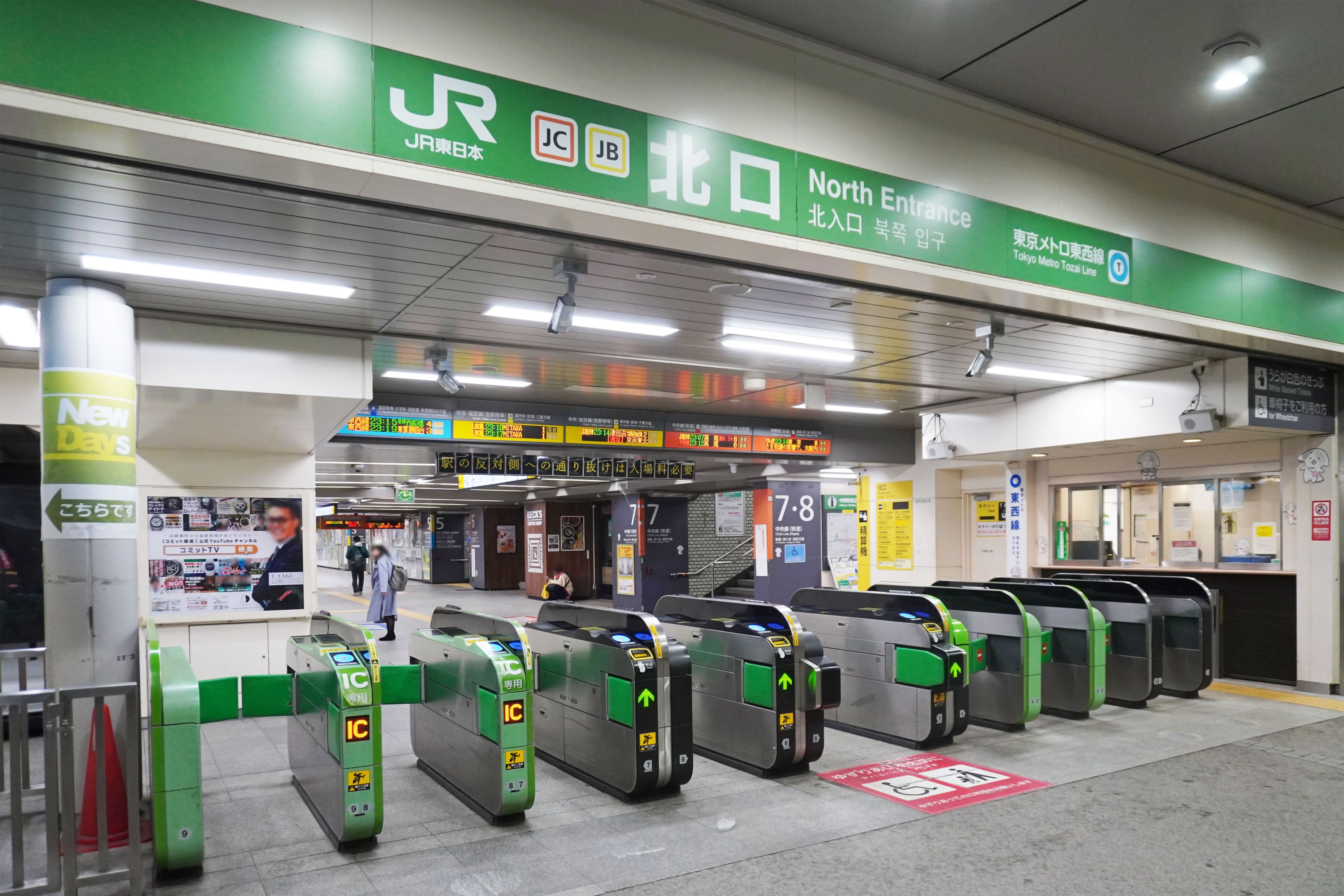
北口改札（2024年1月）
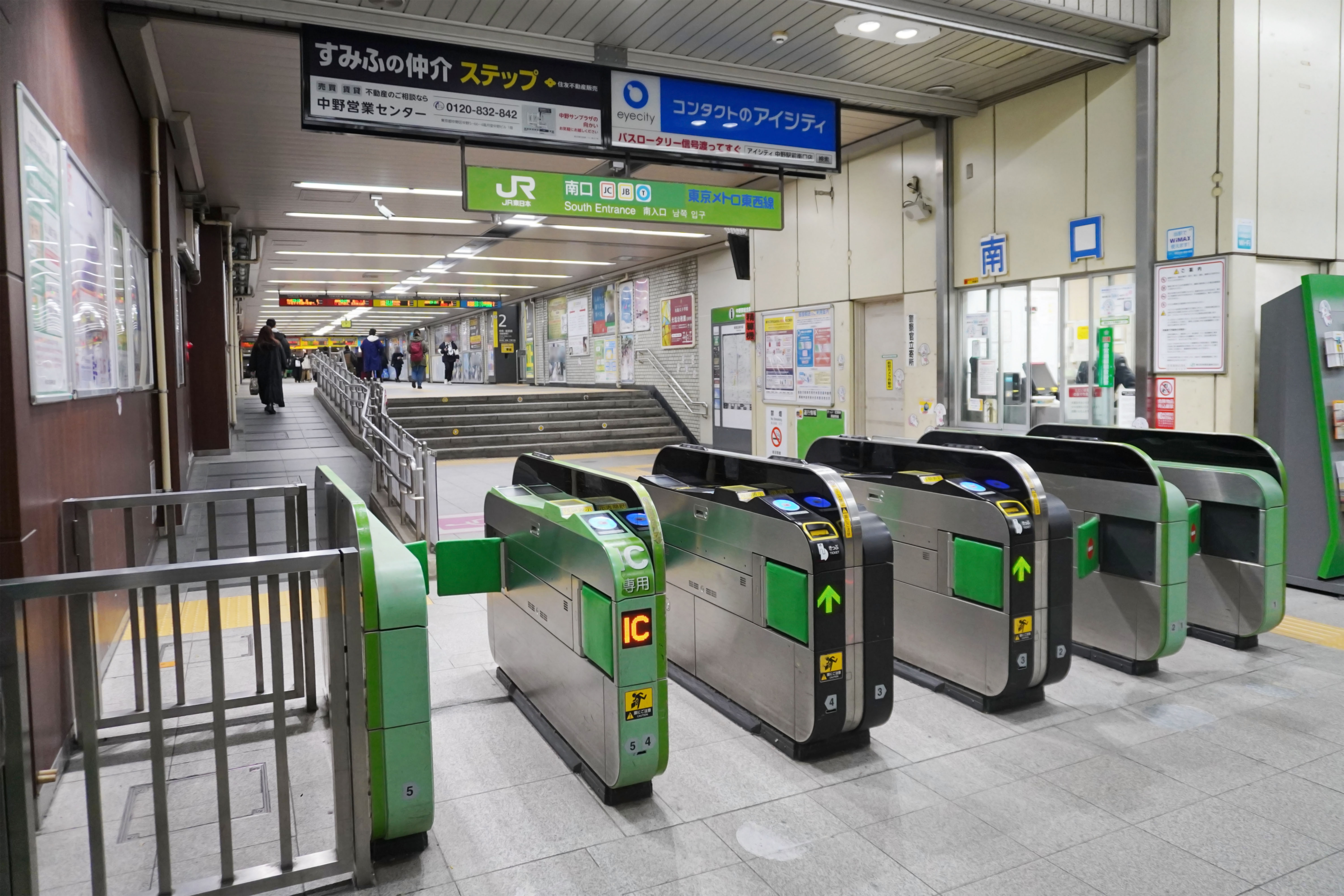
南口改札（2024年1月）
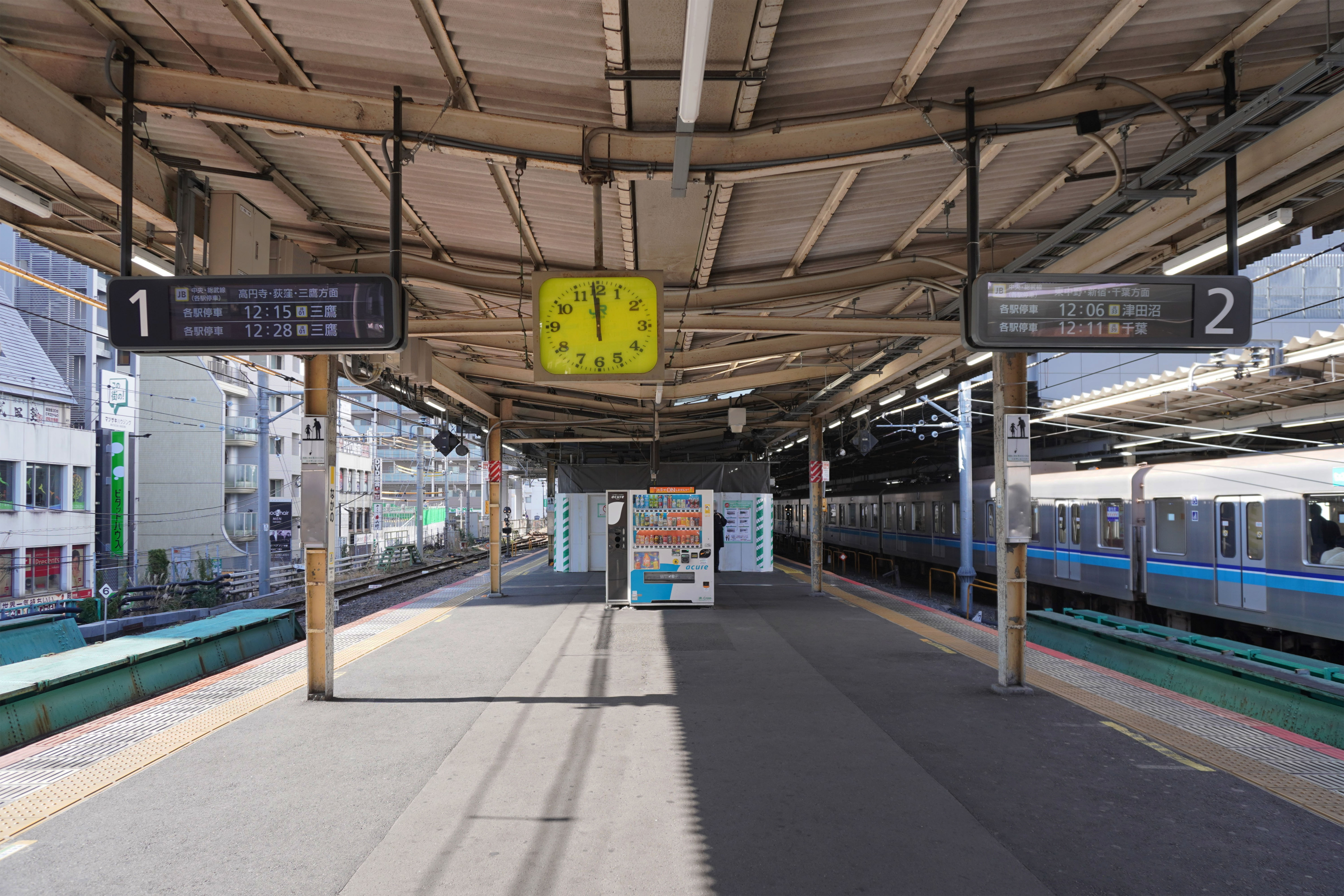
1・2番線ホーム（2024年1月）
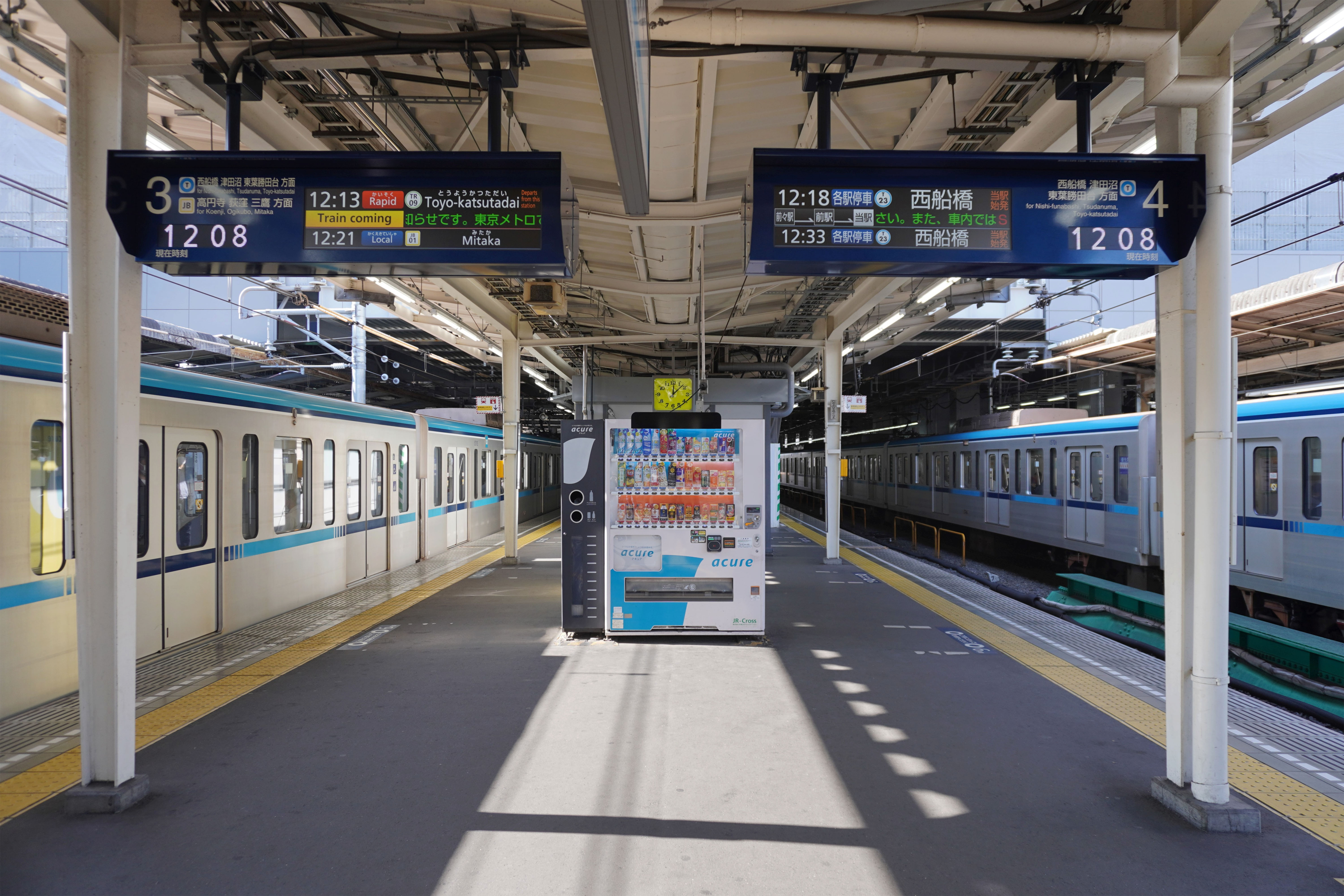
3・4番線ホーム（2024年1月）
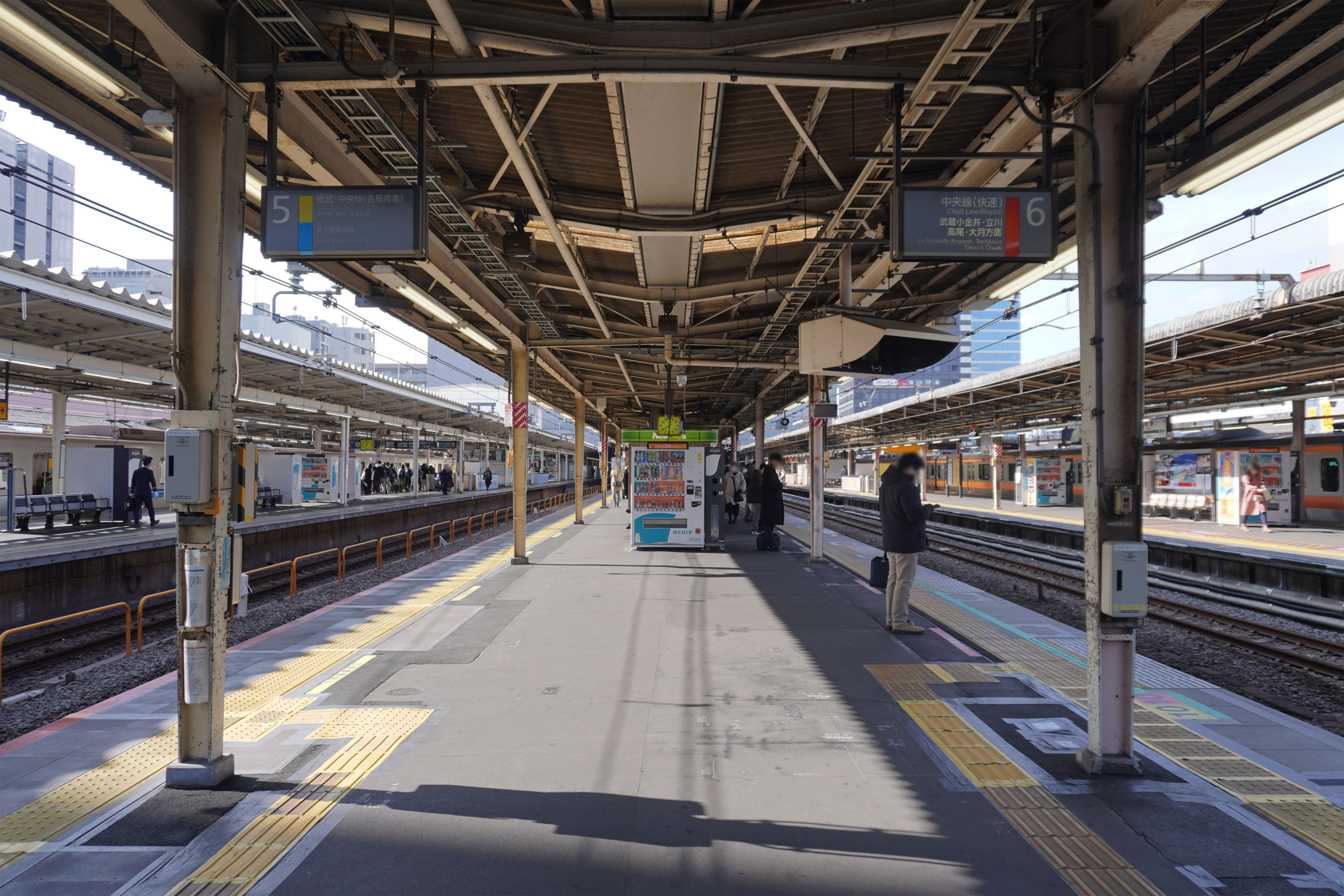
5・6番線ホーム（2024年1月）
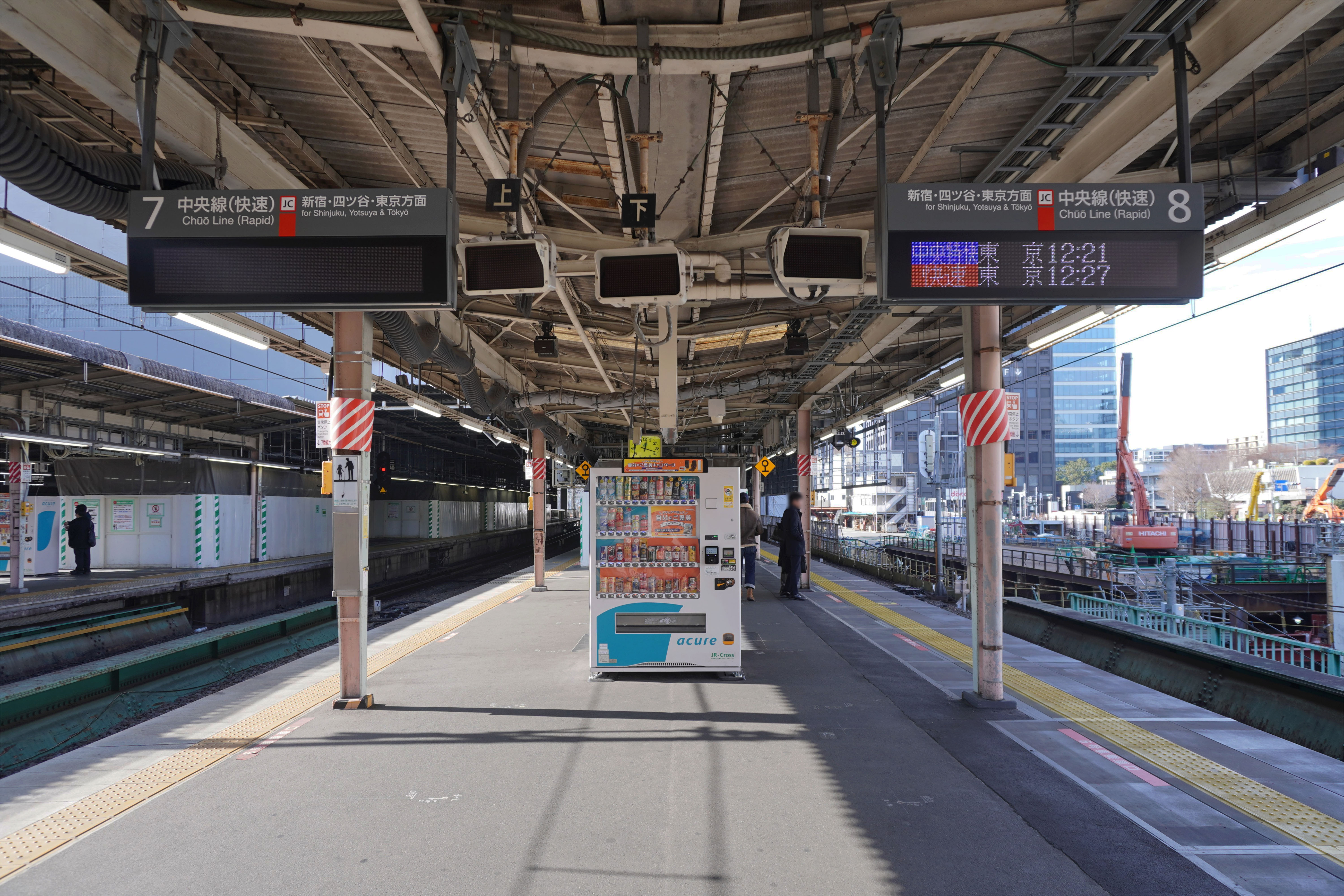
7・8番線ホーム（2024年1月）
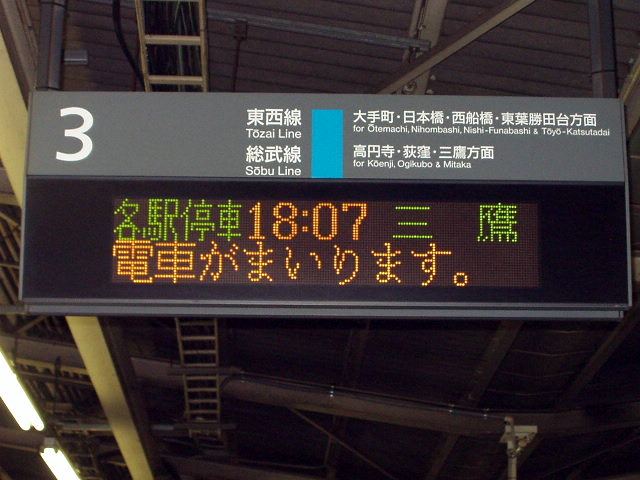
かつて3・4番線ホームで使用されていたJR東日本仕様の発車標（2003年5月）
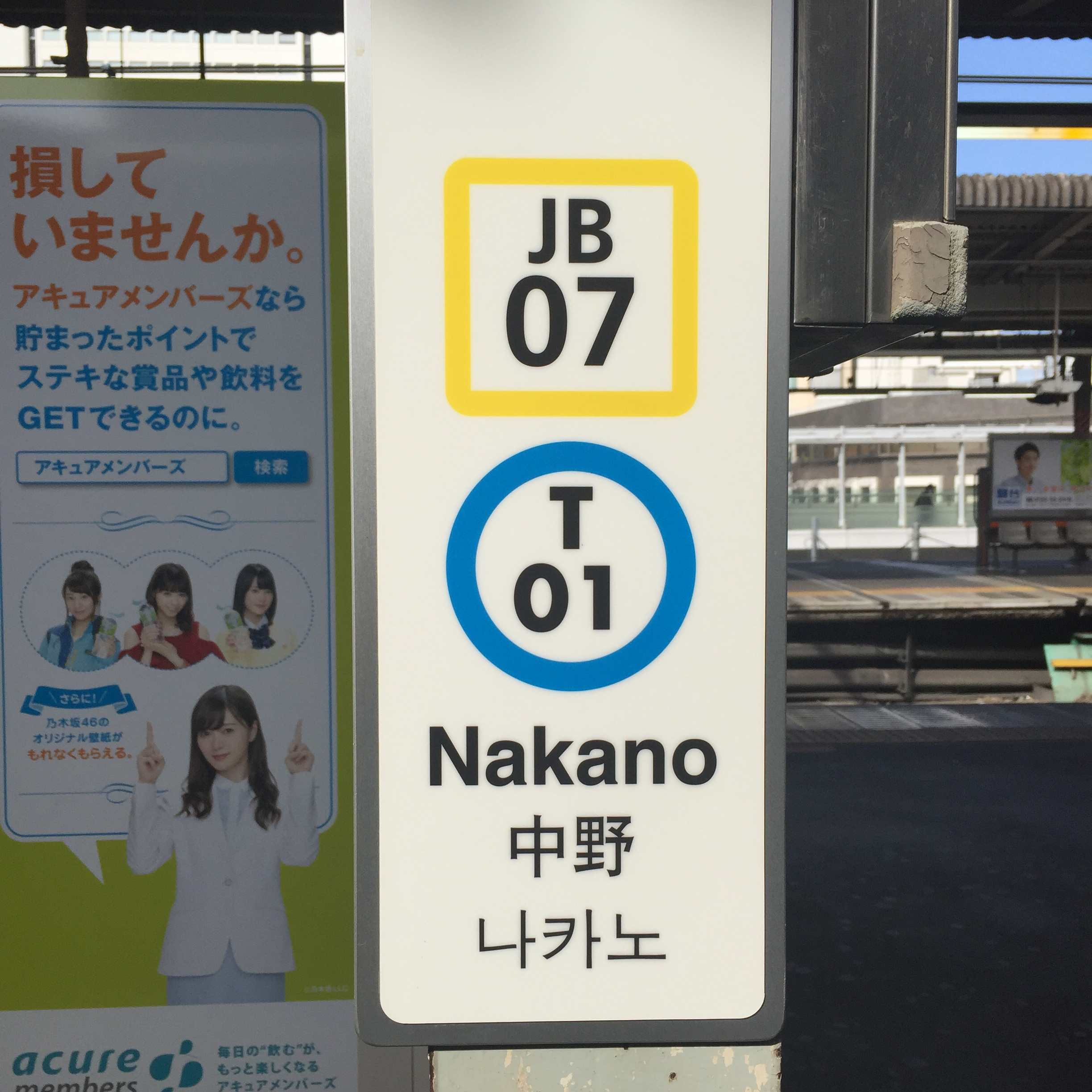
駅ナンバリングは、JRと東京メトロで2つ貼付されている。（2017年3月）

### 駅構内
駅構内は複雑な配線となっているため、時間帯や列車によって発着ホームが異なる場合が多い。1本乗り遅れたら違うホームに移動する必要が生じる場合もある。また、相互直通運転を実施しているものの、中央線の各駅停車と東西線の列車で三鷹行／発と当駅止まり／始発との相互間の乗り換えは同一ホーム上では不可能で、相互の接続なども行わない場合が多い。
中央線各駅停車と東西線の発着ホームを方向別にまとめると、以下のようになる。備考の色は車体の帯の色。
| 事業者     | 路線               | 方向 | 行先                       | 番線 | 備考                                   |
| ---------- | ------------------ | ---- | -------------------------- | ---- | -------------------------------------- |
| JR東日本   | 中央線（各駅停車） | 西行 | 三鷹方面                   | 1    | ■新宿方面からの電車(一部当駅始発)      |
| JR東日本   | 中央線（各駅停車） | 西行 | 三鷹方面                   | 3    | ■東西線からの直通電車                  |
| JR東日本   | 中央線（各駅停車） | 東行 | 新宿・千葉方面             | 2    | ■当駅始発の総武線直通電車（一部1番線） |
| JR東日本   | 中央線（各駅停車） | 東行 | 新宿・千葉方面             | 5    | ■三鷹方面発の総武線直通電車            |
| 東京メトロ | 東西線             | A線  | 大手町・東陽町・西船橋方面 | 3・4 | 当駅始発                               |
| 東京メトロ | 東西線             | A線  | 大手町・東陽町・西船橋方面 | 5    | 三鷹始発                               |

#### 備考
- 中央線の三鷹方面行きは、平日ダイヤでは■中央線快速電車（6番線発車）は当駅から先は各駅に停車（臨時は例外あり）するので「各駅停車」と案内され、E233系では「快速」表示も行われない。なお、土曜・休日は吉祥寺から各駅に停車する。
- 東西線の当駅始発電車には、中央線快速と類似した橙色の帯を持つ■東葉高速鉄道所有の車両も用いられている。
- 5番線からの西船橋行・津田沼行には、中央線・総武線経由の場合と東西線経由の場合があるなど、同じホームに経路の異なる同じ行先の列車が複数発着していることも多々ある。なお、この例では発車案内に経由する路線名の記載もあり、東西線直通電車は「東西線」、新宿・御茶ノ水方面行総武線直通電車は「総武線」と表示されており、駅自動放送でもそれぞれ「○○線直通」、発車時も東西線直通列車は「5番線の地下鉄東西線、ドアが閉まります。」、新宿方面は「5番線の総武線各駅停車、ドアが閉まります。」と案内される。また、■中央・総武線は黄色帯の車両、■東西線は水色帯の車両（JR車両・東京メトロ車両いずれもほぼ同じ色）である。

### 鉄道配線図
| ← 新宿・東京・ 秋葉原・西船橋・ 津田沼・千葉 方面 | JR東日本・東京メトロ 中野駅構内配線略図             | → 三鷹・武蔵小金井 ・立川・高尾・ 青梅 方面 |
| | ↓ 大手町・東陽町・ 西船橋・津田沼・ 東葉勝田台 方面 |                                             |
| 凡例 出典:以下を参考に作成 * 祖田圭介、「特集 短絡線ミステリー8」、『鉄道ファン』、第46巻1号 通巻第537号 2006年1月号、交友社、32頁。 * JR東日本公式ホームページ 駅構内図（中野駅）（のりば番号） ※図中▲は当駅以東東西線を走行する列車、▲は中央総武緩行線を走行する列車を表す。 |                                                     |                                             |

### 乗車券類の扱い
自動改札機と自動精算機はJR東日本のものが設置されている。また、自動券売機は会社別に設置されている。
2007年3月18日よりICカード「PASMO」の使用を開始した。Suicaとは当初から相互利用可能だが、当駅では西船橋駅と異なり、JRと東京メトロとの連絡改札を設けていないため、交通系ICカードのSF利用で東京メトロ東西線・総武線 西船橋駅（下総中山駅方面および武蔵野線・京葉線は同駅の連絡改札を経由するため、当該駅は船橋駅以東のみ）、東京メトロ千代田線・常磐線 北千住・綾瀬の各駅以遠のJRの駅から途中で改札を通らず東京メトロ線を経由して当駅以遠のJR線まで乗車した場合でも、東日本旅客鉄道株式会社ICカード乗車券取扱規則第63条(2)の規定により全線で東京メトロの運賃ではなく、JRの運賃が適用される。なお、北千住・綾瀬以遠のJR線 - 当駅間、当駅以遠のJR線 - 北千住・綾瀬間の場合は、経由によらず最安となる運賃が適用される。当駅 - 北千住・綾瀬間であれば、東京メトロの運賃が適用される。
当駅では東京メトロ線の定期券は当駅を発駅または着駅とするものを磁気券のみ発売する。なお、JR・東京メトロ線相互間の連絡定期券はSuicaでの発券が可能である。
中野駅での東京メトロ「一日乗車券」の取り扱いは、当日券のみ東京メトロの券売機で発売される。なお「東京フリーきっぷ」は、JRの券売機、指定席券売機、みどりの窓口で発売される。

## 利用状況
- JR東日本 - 2023年度（令和5年度）の1日平均乗車人員は126,079人である[利用客数 1]。
同社の駅の中では浜松町駅に次いで第17位。
中央・総武線の駅の中では新宿駅・秋葉原駅に次いで第3位。
中央本線（JR東日本）の駅の中では新宿駅・東京駅・立川駅に次いで第4位。
東京都区内に属し東京山手線内でない駅としては北千住駅に次いで2番目に多い。
- 東京メトロ - 2024年度（令和6年度）の1日平均乗降人員は141,680人である[メトロ 1]。
この値には直通連絡人員を含む。

### 年度別1日平均乗降人員
2000年度（平成12年度）以降の1日平均乗降人員推移は下表の通り（JRを除く）。
| 年度               | 営団 / 東京メトロ | 営団 / 東京メトロ |
| 年度               | 1日平均 乗降人員  | 増加率            |
| ------------------ | ----------------- | ----------------- |
| 2000年（平成12年） | 116,598           |                   |
| 2001年（平成13年） | 115,216           | −1.2%             |
| 2002年（平成14年） | 113,860           | −1.1%             |
| 2003年（平成15年） | 112,654           | −2.2%             |
| 2004年（平成16年） | 111,549           | −1.0%             |
| 2005年（平成17年） | 111,084           | −0.4%             |
| 2006年（平成18年） | 113,093           | 1.8%              |
| 2007年（平成19年） | 132,742           | 17.4%             |
| 2008年（平成20年） | 135,924           | 2.4%              |
| 2009年（平成21年） | 135,702           | −0.2%             |
| 2010年（平成22年） | 135,706           | 0.0%              |
| 2011年（平成23年） | 133,919           | −1.3%             |
| 2012年（平成24年） | 136,994           | 2.3%              |
| 2013年（平成25年） | 143,802           | 5.0%              |
| 2014年（平成26年） | 147,773           | 2.8%              |
| 2015年（平成27年） | 153,746           | 4.0%              |
| 2016年（平成28年） | 157,499           | 2.4%              |
| 2017年（平成29年） | 160,270           | 1.8%              |
| 2018年（平成30年） | 163,908           | 2.3%              |
| 2019年（令和元年） | 163,466           | −0.3%             |
| 2020年（令和02年） | 109,528           | −33.0%            |
| 2021年（令和03年） | 113,089           | 3.3%              |
| 2022年（令和04年） | 125,787           | 11.2%             |
| 2023年（令和05年） | 134,499           | 6.9%              |
| 2024年（令和06年） | 141,680           | 5.3%              |

### 年度別1日平均乗車人員（1880年代 - 1930年代）
1889年度（明治22年度）以降の1日平均乗車人員推移は下表の通り。
| 年度               | 甲武鉄道 / 国鉄 | 出典              |
| ------------------ | --------------- | ----------------- |
| 1889年（明治22年） | [ 備考 1 ]      |                   |
| 1890年（明治23年） | 35              | [ 東京府統計 1 ]  |
| 1891年（明治24年） | 36              | [ 東京府統計 2 ]  |
| 1893年（明治26年） | 37              | [ 東京府統計 3 ]  |
| 1895年（明治28年） | 86              | [ 東京府統計 4 ]  |
| 1896年（明治29年） | 147             | [ 東京府統計 5 ]  |
| 1897年（明治30年） | 271             | [ 東京府統計 6 ]  |
| 1898年（明治31年） | 384             | [ 東京府統計 7 ]  |
| 1899年（明治32年） | 418             | [ 東京府統計 8 ]  |
| 1900年（明治33年） | 439             | [ 東京府統計 9 ]  |
| 1901年（明治34年） | 423             | [ 東京府統計 10 ] |
| 1902年（明治35年） | 462             | [ 東京府統計 11 ] |
| 1903年（明治36年） | 429             | [ 東京府統計 12 ] |
| 1904年（明治37年） | 638             | [ 東京府統計 13 ] |
| 1905年（明治38年） | 870             | [ 東京府統計 14 ] |
| 1907年（明治40年） | 1,232           | [ 東京府統計 15 ] |
| 1908年（明治41年） | 1,427           | [ 東京府統計 16 ] |
| 1909年（明治42年） | 1,525           | [ 東京府統計 17 ] |
| 1911年（明治44年） | 2,056           | [ 東京府統計 18 ] |
| 1912年（大正元年） | 2,392           | [ 東京府統計 19 ] |
| 1913年（大正02年） | 2,434           | [ 東京府統計 20 ] |
| 1914年（大正03年） | 2,338           | [ 東京府統計 21 ] |
| 1915年（大正04年） | 1,886           | [ 東京府統計 22 ] |
| 1916年（大正05年） | 2,021           | [ 東京府統計 23 ] |
| 1919年（大正08年） | 3,609           | [ 東京府統計 24 ] |
| 1920年（大正09年） | 4,526           | [ 東京府統計 25 ] |
| 1922年（大正11年） | 8,819           | [ 東京府統計 26 ] |
| 1923年（大正12年） | 11,521          | [ 東京府統計 27 ] |
| 1924年（大正13年） | 15,503          | [ 東京府統計 28 ] |
| 1925年（大正14年） | 16,138          | [ 東京府統計 29 ] |
| 1926年（昭和元年） | 16,375          | [ 東京府統計 30 ] |
| 1927年（昭和02年） | 16,223          | [ 東京府統計 31 ] |
| 1928年（昭和03年） | 16,140          | [ 東京府統計 32 ] |
| 1929年（昭和04年） | 16,035          | [ 東京府統計 33 ] |
| 1930年（昭和05年） | 15,888          | [ 東京府統計 34 ] |
| 1931年（昭和06年） | 16,237          | [ 東京府統計 35 ] |
| 1932年（昭和07年） | 16,268          | [ 東京府統計 36 ] |
| 1933年（昭和08年） | 17,382          | [ 東京府統計 37 ] |
| 1934年（昭和09年） | 18,715          | [ 東京府統計 38 ] |
| 1935年（昭和10年） | 19,962          | [ 東京府統計 39 ] |

### 年度別1日平均乗車人員（1953年 - 2000年）
| 年度               | 国鉄 / JR東日本 | 営団   | 出典              |
| ------------------ | --------------- | ------ | ----------------- |
| 1953年（昭和28年） | 51,779          | 未開業 | [ 東京都統計 1 ]  |
| 1954年（昭和29年） | 54,781          | 未開業 | [ 東京都統計 2 ]  |
| 1955年（昭和30年） | 56,705          | 未開業 | [ 東京都統計 3 ]  |
| 1956年（昭和31年） | 59,752          | 未開業 | [ 東京都統計 4 ]  |
| 1957年（昭和32年） | 62,413          | 未開業 | [ 東京都統計 5 ]  |
| 1958年（昭和33年） | 66,528          | 未開業 | [ 東京都統計 6 ]  |
| 1959年（昭和34年） | 69,641          | 未開業 | [ 東京都統計 7 ]  |
| 1960年（昭和35年） | 75,292          | 未開業 | [ 東京都統計 8 ]  |
| 1961年（昭和36年） | 75,259          | 未開業 | [ 東京都統計 9 ]  |
| 1962年（昭和37年） | 75,954          | 未開業 | [ 東京都統計 10 ] |
| 1963年（昭和38年） | 80,664          | 未開業 | [ 東京都統計 11 ] |
| 1964年（昭和39年） | 81,405          | 未開業 | [ 東京都統計 12 ] |
| 1965年（昭和40年） | 81,336          | 4,814  | [ 東京都統計 13 ] |
| 1966年（昭和41年） | 84,219          | 14,146 | [ 東京都統計 14 ] |
| 1967年（昭和42年） | 87,008          | 29,377 | [ 東京都統計 15 ] |
| 1968年（昭和43年） | 88,718          | 42,965 | [ 東京都統計 16 ] |
| 1969年（昭和44年） | 81,803          | 58,694 | [ 東京都統計 17 ] |
| 1970年（昭和45年） | 82,058          | 65,293 | [ 東京都統計 18 ] |
| 1971年（昭和46年） | 87,650          | 67,293 | [ 東京都統計 19 ] |
| 1972年（昭和47年） | 88,896          | 67,932 | [ 東京都統計 20 ] |
| 1973年（昭和48年） | 93,041          | 63,452 | [ 東京都統計 21 ] |
| 1974年（昭和49年） | 148,145         | 65,315 | [ 東京都統計 22 ] |
| 1975年（昭和50年） | 141,377         | 64,093 | [ 東京都統計 23 ] |
| 1976年（昭和51年） | 142,805         | 66,027 | [ 東京都統計 24 ] |
| 1977年（昭和52年） | 144,296         | 67,345 | [ 東京都統計 25 ] |
| 1978年（昭和53年） | 138,279         | 61,085 | [ 東京都統計 26 ] |
| 1979年（昭和54年） | 134,740         | 60,604 | [ 東京都統計 27 ] |
| 1980年（昭和55年） | 128,364         | 59,830 | [ 東京都統計 28 ] |
| 1981年（昭和56年） | 132,482         | 61,162 | [ 東京都統計 29 ] |
| 1982年（昭和57年） | 132,586         | 62,452 | [ 東京都統計 30 ] |
| 1983年（昭和58年） | 131,303         | 62,249 | [ 東京都統計 31 ] |
| 1984年（昭和59年） | 137,014         | 62,132 | [ 東京都統計 32 ] |
| 1985年（昭和60年） | 138,315         | 63,384 | [ 東京都統計 33 ] |
| 1986年（昭和61年） | 141,805         | 63,948 | [ 東京都統計 34 ] |
| 1987年（昭和62年） | 137,486         | 64,585 | [ 東京都統計 35 ] |
| 1988年（昭和63年） | 124,071         | 65,395 | [ 東京都統計 36 ] |
| 1989年（平成元年） | 125,121         | 65,425 | [ 東京都統計 37 ] |
| 1990年（平成02年） | 125,477         | 65,688 | [ 東京都統計 38 ] |
| 1991年（平成03年） | 127,754         | 63,115 | [ 東京都統計 39 ] |
| 1992年（平成04年） | 129,953         | 67,575 | [ 東京都統計 40 ] |
| 1993年（平成05年） | 129,471         | 67,570 | [ 東京都統計 41 ] |
| 1994年（平成06年） | 128,175         | 66,326 | [ 東京都統計 42 ] |
| 1995年（平成07年） | 126,137         | 64,237 | [ 東京都統計 43 ] |
| 1996年（平成08年） | 125,567         | 62,682 | [ 東京都統計 44 ] |
| 1997年（平成09年） | 122,176         | 61,318 | [ 東京都統計 45 ] |
| 1998年（平成10年） | 119,400         | 60,279 | [ 東京都統計 46 ] |
| 1999年（平成11年） | 118,219         | 58,776 | [ 東京都統計 47 ] |
| 2000年（平成12年） | 117,090         | 58,359 | [ 東京都統計 48 ] |

### 年度別1日平均乗車人員（2001年以降）
| 年度               | JR東日本 | 営団 / 東京メトロ | 出典              |
| ------------------ | -------- | ----------------- | ----------------- |
| 2001年（平成13年） | 115,907  | 57,748            | [ 東京都統計 49 ] |
| 2002年（平成14年） | 115,227  | 57,112            | [ 東京都統計 50 ] |
| 2003年（平成15年） | 114,459  | 56,363            | [ 東京都統計 51 ] |
| 2004年（平成16年） | 113,324  | 55,718            | [ 東京都統計 52 ] |
| 2005年（平成17年） | 113,569  | 55,477            | [ 東京都統計 53 ] |
| 2006年（平成18年） | 115,176  | 56,608            | [ 東京都統計 54 ] |
| 2007年（平成19年） | 123,022  | 67,265            | [ 東京都統計 55 ] |
| 2008年（平成20年） | 124,625  | 69,063            | [ 東京都統計 56 ] |
| 2009年（平成21年） | 124,494  | 69,003            | [ 東京都統計 57 ] |
| 2010年（平成22年） | 123,968  | 69,123            | [ 東京都統計 58 ] |
| 2011年（平成23年） | 122,846  | 68,066            | [ 東京都統計 59 ] |
| 2012年（平成24年） | 125,025  | 69,507            | [ 東京都統計 60 ] |
| 2013年（平成25年） | 138,467  | 72,858            | [ 東京都統計 61 ] |
| 2014年（平成26年） | 140,587  | 74,904            | [ 東京都統計 62 ] |
| 2015年（平成27年） | 144,916  | 77,984            | [ 東京都統計 63 ] |
| 2016年（平成28年） | 146,400  | 79,847            | [ 東京都統計 64 ] |
| 2017年（平成29年） | 148,789  | 81,258            | [ 東京都統計 65 ] |
| 2018年（平成30年） | 150,886  | 83,041            | [ 東京都統計 66 ] |
| 2019年（令和元年） | 150,907  | 82,617            | [ 東京都統計 67 ] |
| 2020年（令和02年） | 103,284  |                   |                   |
| 2021年（令和03年） | 108,524  |                   |                   |
| 2022年（令和04年） | 119,846  |                   |                   |
| 2023年（令和05年） | 126,079  |                   |                   |

備考
1. ↑  1889年4月11日開業。
2. ↑  1966年3月16日開業。開業日から同年3月31日までの計16日間を集計したデータ。

## 貨物取扱
当駅を発着する定期貨物列車の設定はないが、東京メトロ・東葉高速鉄道発着の甲種車両輸送列車が当駅を経由する。
2008年度の車扱貨物の取扱量は、発送400トン、到着なしであった。近年の年間発着トン数は下表の通り。
| 年度   | 総数       | 総数       | 車扱貨物   | 車扱貨物   | コンテナ貨物 | コンテナ貨物 | 出典   |
| 年度   | 発送トン数 | 到着トン数 | 発送トン数 | 到着トン数 | 発送トン数   | 到着トン数   | 出典   |
| ------ | ---------- | ---------- | ---------- | ---------- | ------------ | ------------ | ------ |
| 1990年 |            |            |            |            |              |              | [ 14 ] |
| 1991年 |            |            |            |            |              |              | [ 15 ] |
| 1992年 |            | 800        |            | 800        |              |              | [ 16 ] |
| 1993年 |            | 1,200      |            | 1,200      |              |              | [ 17 ] |
| 1994年 |            |            |            |            |              |              | [ 18 ] |
| 1995年 |            |            |            |            |              |              | [ 19 ] |
| 1996年 |            |            |            |            |              |              | [ 20 ] |
| 1997年 |            |            |            |            |              |              | [ 21 ] |
| 1998年 |            | 400        |            | 400        |              |              | [ 22 ] |
| 1999年 |            | 1,200      |            | 1,200      |              |              | [ 23 ] |
| 2000年 |            |            |            |            |              |              | [ 24 ] |
| 2001年 |            | 1,200      |            | 1,200      |              |              | [ 25 ] |
| 2002年 |            |            |            |            |              |              | [ 26 ] |
| 2003年 |            | 1,200      |            | 1,200      |              |              | [ 27 ] |
| 2004年 |            | 2,800      |            | 2,800      |              |              | [ 28 ] |
| 2005年 |            | 1,600      |            | 1,600      |              |              | [ 29 ] |
| 2006年 | 2,000      | 3,200      | 2,000      | 3,200      |              |              | [ 30 ] |
| 2007年 | 400        |            | 400        |            |              |              | [ 31 ] |
| 2008年 | 400        |            | 400        |            |              |              | [ 32 ] |
| 2009年 |            |            |            |            |              |              |        |

## 駅周辺
駅の真下を東京都道420号鮫洲大山線（中野通り）が貫いている。もともと駅前は将軍家の鷹場跡地で、徳川綱吉は鷹狩を禁止して野犬保護地に替えたが、徳川吉宗は鷹狩を復活し桃園も造った。明治時代には駅北側に軍の施設が多数造られ、第二次大戦中には陸軍中野学校があった。

### 北口（中野通り西側）
中野通りを跨ぐペデストリアンデッキが完成し、中野四季の都市方面へ横断歩道を渡らずに行き来が可能となった。
- NTTドコモ中野ビル（旧:電電公社中野ビル）
- 中野サンプラザ
- 中野区役所
- 東京都第三建設事務所
- 関東バス中野駅北口案内所
- 囲町（かこいちょう）犬屋敷跡
- 中野税務署
- 中野四季の都市
  - 中野区立中野四季の森公園
  - NAKANO CENTRAL PARK EAST（中野セントラルパーク東棟）
    - 栗田工業本社
    - 東映アニメーション本社
    - 日本無線本社

  - NAKANO CENTRAL PARK SOUTH（中野セントラルパーク南棟）
    - キリンホールディングス本社
    - キリンビール本社
    - キリンビバレッジ本社

  - 明治大学
  - 帝京平成大学
  - 早稲田大学
  - 東京警察病院
- 警視庁野方警察署
- なかのサンクォーレ
  - 丸井グループ本社ビル
    - 丸井グループ本社
    - 丸井本社

  - 中野サンクォーレ内郵便局（ゆうちょ銀行の取扱店番号は00001）
  - ヨークフーズWITHザ・ガーデン自由が丘 中野店
  - ブックファースト 中野店
  - ゴールドジム ウエスト東京フィットネスクラブ
  - サンクォーレタワー（マンション）
- 東京都中野都税事務所
- 西武信用金庫中野北口支店
- 東京法務局中野出張所
- 中野区中野福祉作業所
- 中野区立平和の森公園
  - 中野区立総合体育館
- 矯正協会
- 旧中野刑務所正門

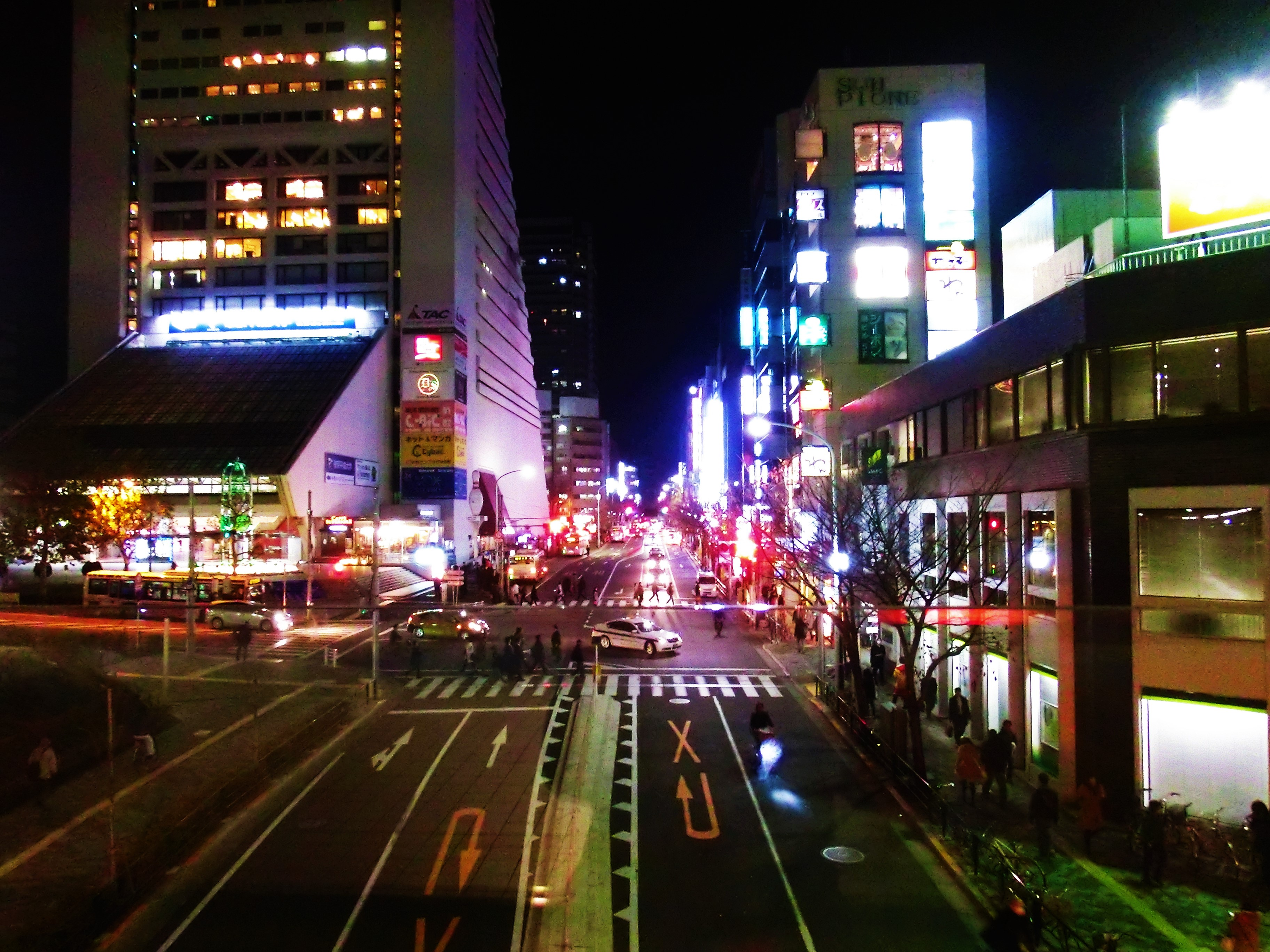
夜の中野通り（駅前）
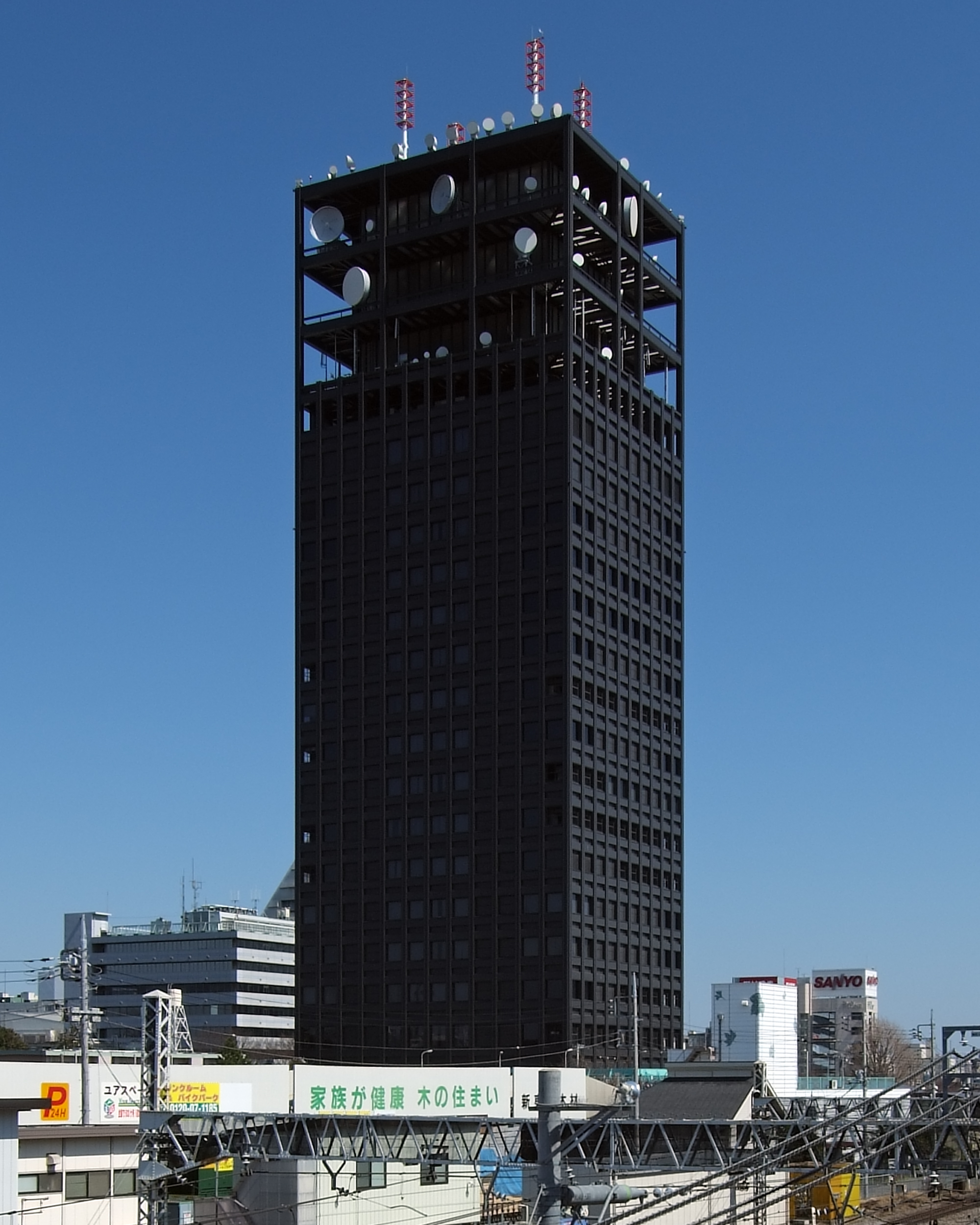
NTTドコモ中野ビル
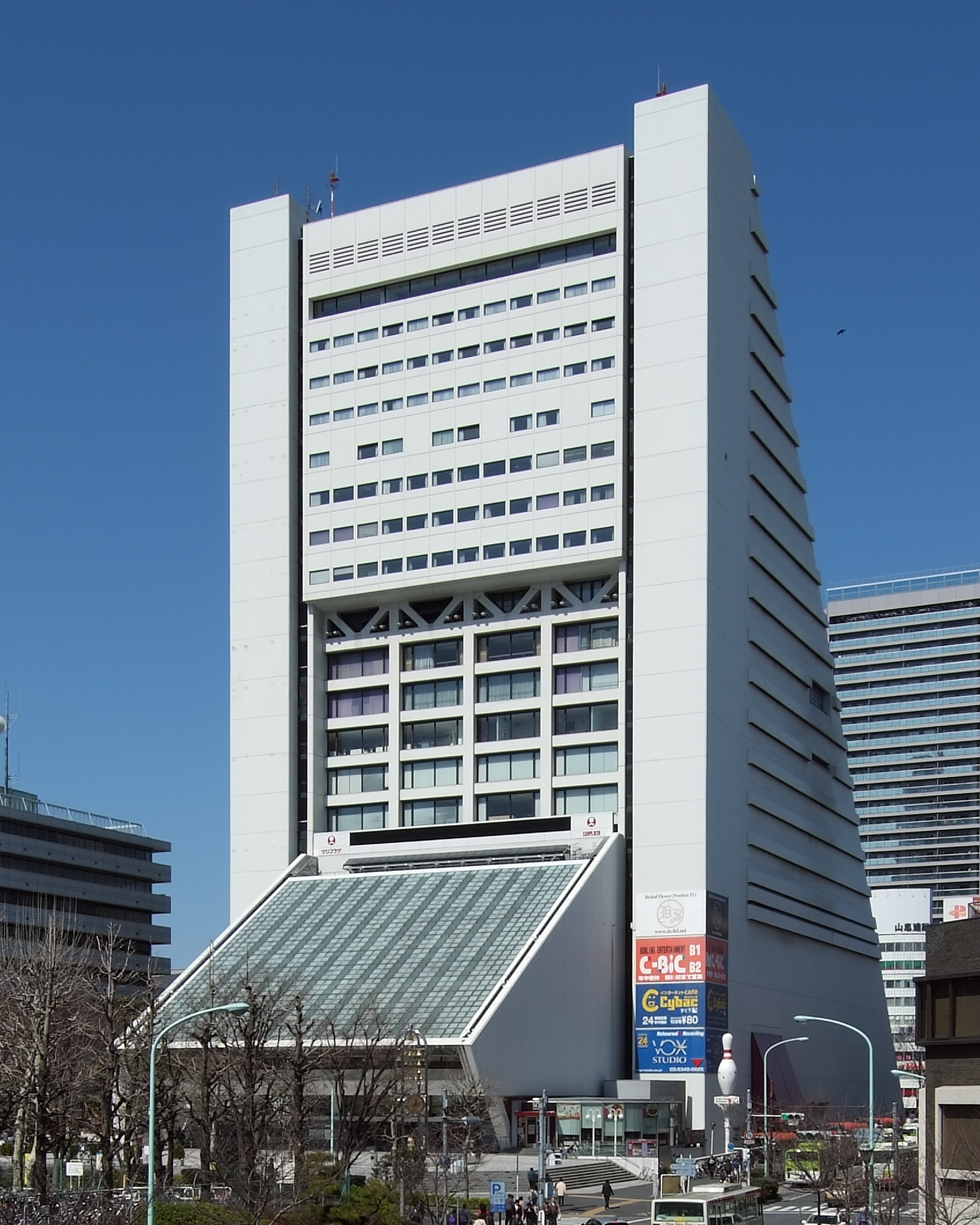
中野サンプラザ
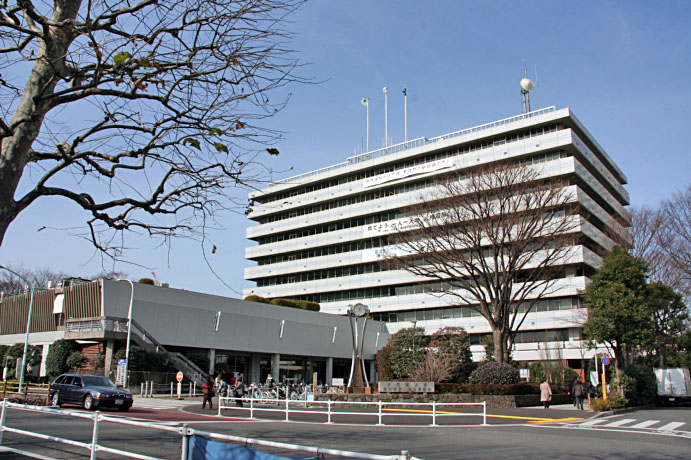
中野区役所
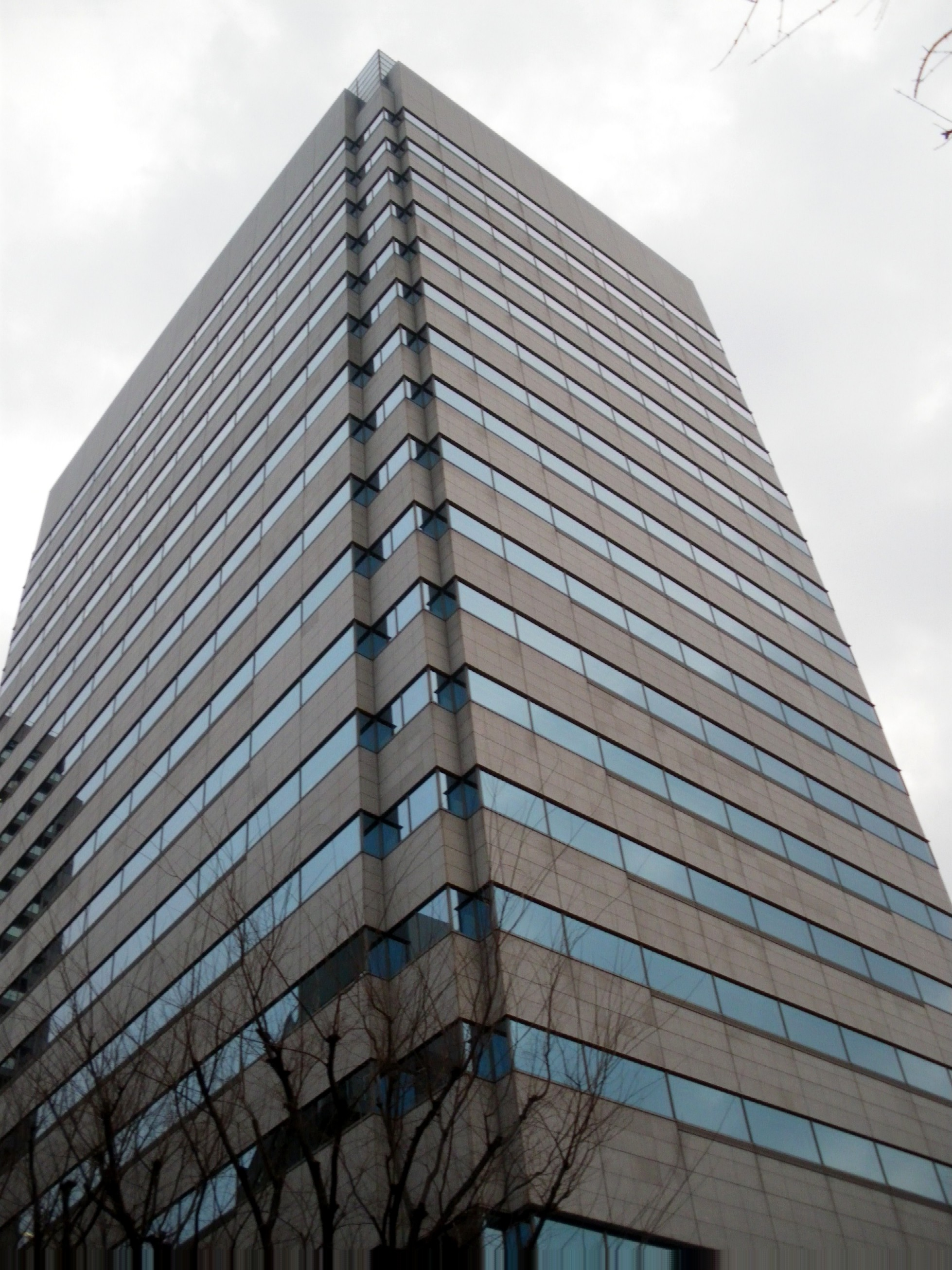
丸井本社ビル
中野お囲いの犬の像

### 北口（中野通り東側）
- 三井住友信託銀行中野支店
- 三井住友銀行中野支店・高円寺支店
- 中野サンモール商店街
  - サンドラッグ中野北口店
- ライフ中野駅前店
- A-01ビル
  - 中野公証役場
  - いちよし証券中野支店
- 中野ブロードウェイ
  - まんだらけ
  - 西友中野店
  - 明屋書店東京中野BW店
- スマイルなかの
  - なかの芸能小劇場
- ドン・キホーテ中野駅前店
- 中野五郵便局
- ケンコー・トキナー本社（KT中野ビル）
- 洋服の青山中野本店
- みずほ銀行中野北口支店
- 巣鴨信用金庫中野支店
- 梅照院（新井薬師）
- 中華そば青葉

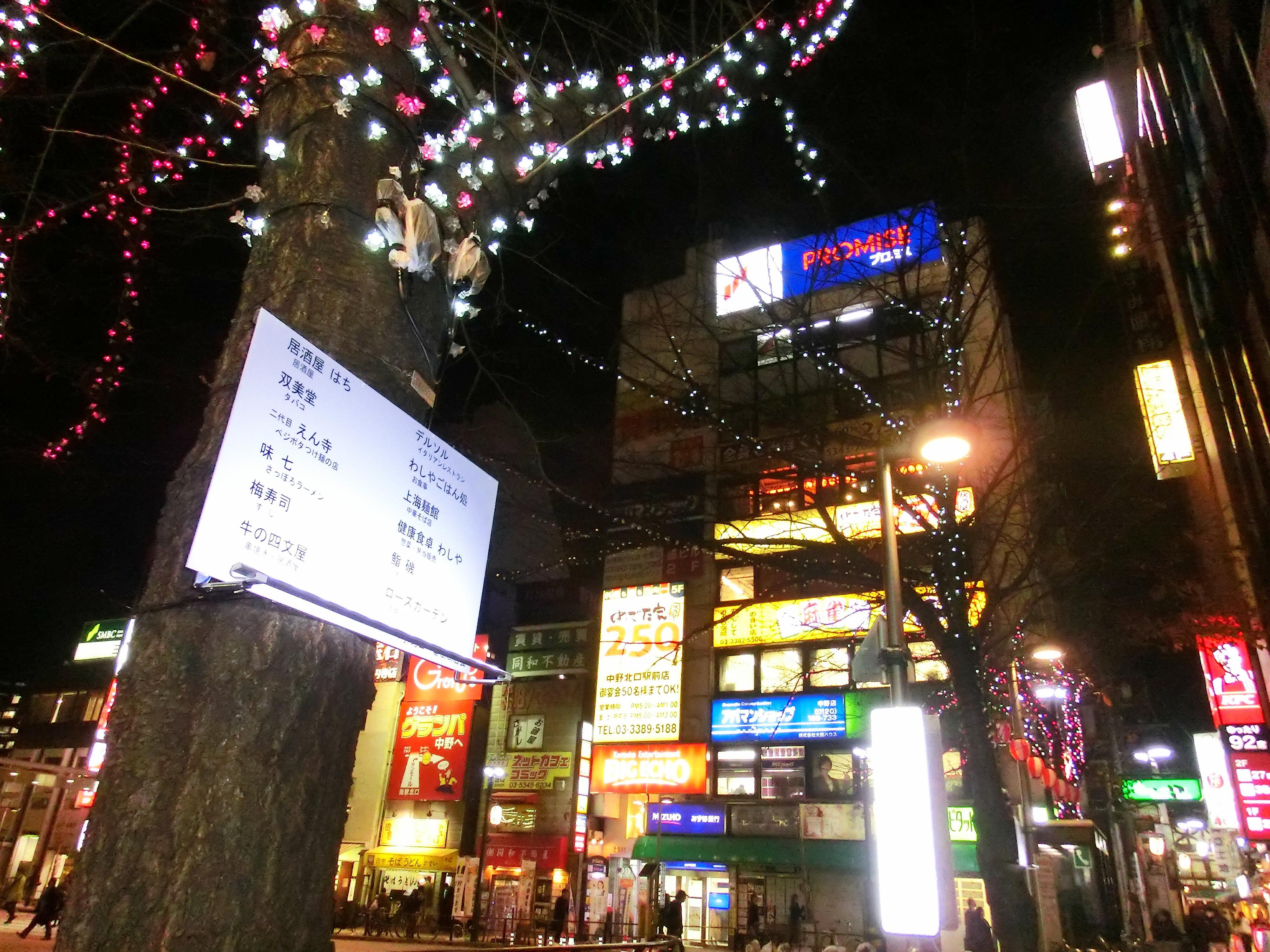
中野駅北口の古くからのバスロータリー付近。（再開発で新生した広場とは異なる）
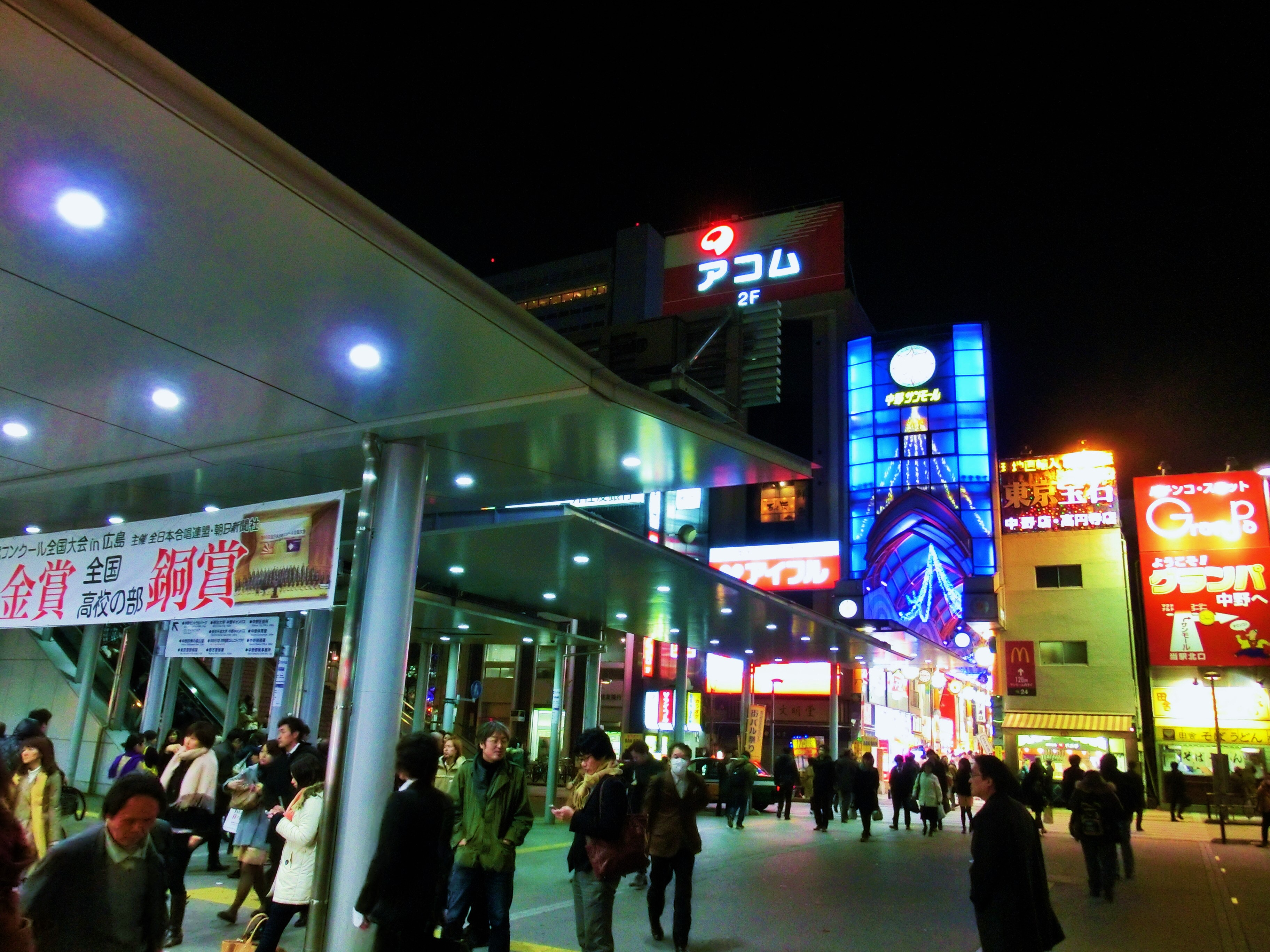
中野駅北口の夜間の様子

### 南口
- 中野マルイ（旧本店）
- レンガ坂
  - 三菱UFJ信託銀行中野支店
- 三菱UFJ銀行中野駅前支店・中野駅南口支店・中野支店[注釈 2]
- 東京都水道局中野営業所
- 中野区勤労福祉会館
  - 中野区男女共同参画センター アンサンブル
- 中野区保健所
- 中野区桃園区民活動センター
- 紅葉山公園
- もみじ山文化センター（なかのZERO）
  - 中野区立中央図書館
- 中野社会保険事務所
- 東京医療生活協同組合中野総合病院
- 中野三郵便局
- 中野郵便局
  - ゆうちょ銀行中野店
- 中野ツインマークタワー
- りそな銀行中野支店・新井薬師出張所
- 西武信用金庫本店
- 中央労働金庫中野支店
- ノイビル
  - ティップネス中野店
- 島忠中野店
- 東京CPA会計学院

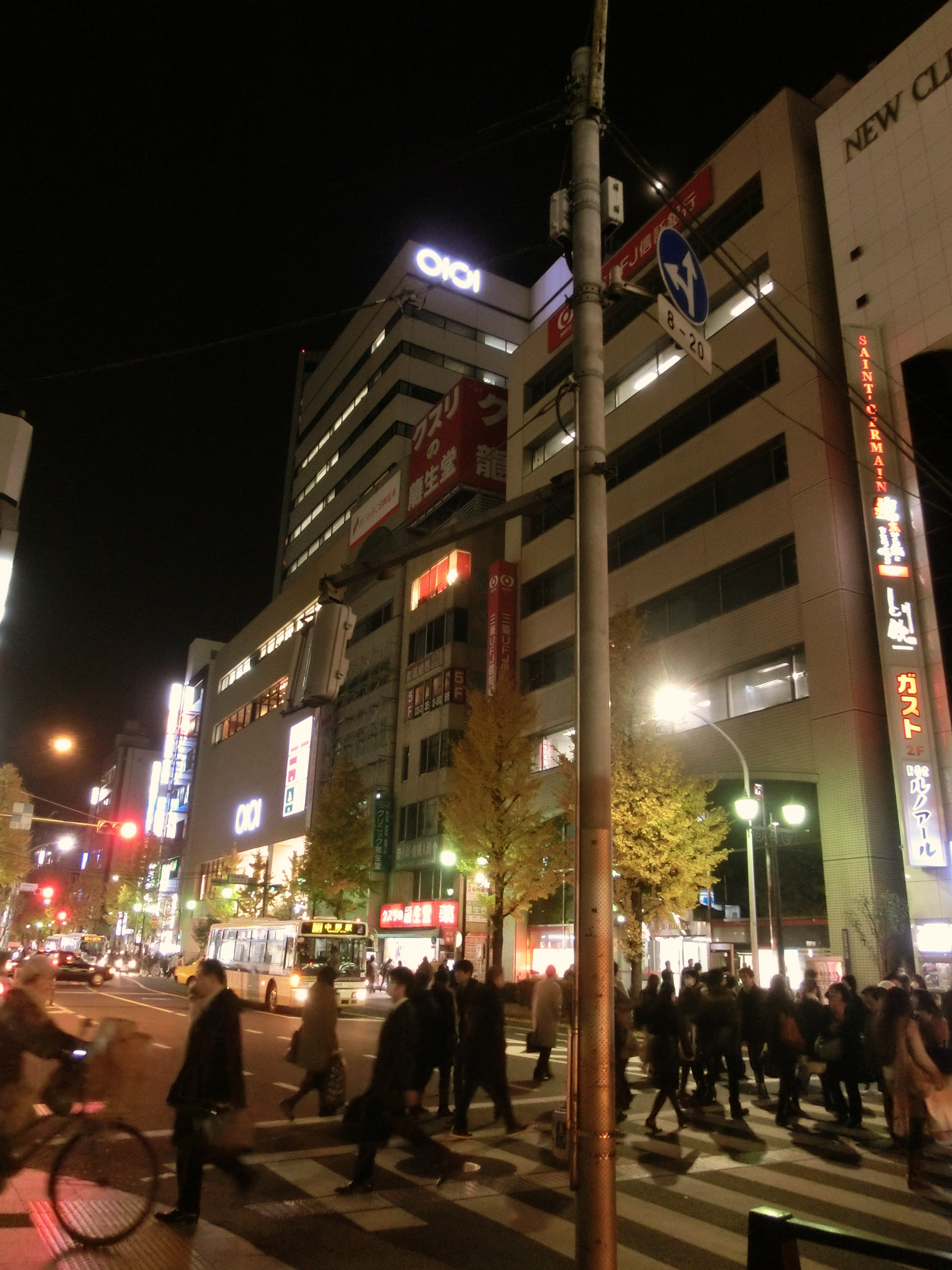
中野通り沿いにある中野マルイ前の横断歩道
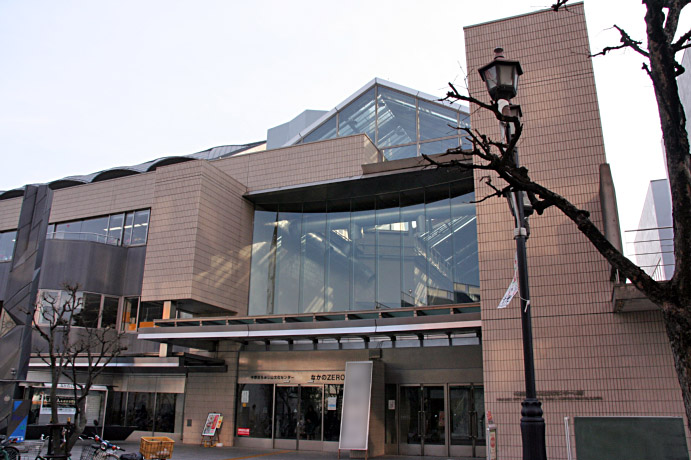
もみじ山文化センター・なかのZERO

## バス路線

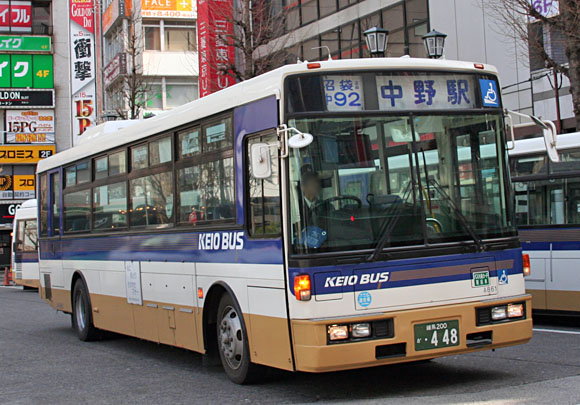
「中92」の車両（京王バス・中野営業所、日産ディーゼル・JP）現在は北口発着

北口（ガード下・サンプラザ前）・南口双方にのりばと、北口に関東バス案内所、南口に京王バス案内所がある。

### 北口
2011年9月に北口駅前広場の再整備工事が行われ、これまで駅前に乗り入れていたバスが中野サンプラザ付近への発着に変更になった。その後、2012年7月1日の東西連絡路開通により、中野通りの横断歩道を渡らずに駅からバス乗り場などへ行くことができるようになった。2016年9月12日より中野駅地区第二期整備事業の進展によりバス乗り場が再編された。2025年1月16日より中野駅新北口整備による暫定バスロータリー閉鎖によりバス乗り場が再編された。
| のりば             | 運行事業者                | 系統・行先                                                  | 備考                                                           |                    |
| 中野サンプラザ南側 | 中野サンプラザ南側        | 中野サンプラザ南側                                          | 中野サンプラザ南側                                             | 中野サンプラザ南側 |
| ------------------ | ------------------------- | ----------------------------------------------------------- | -------------------------------------------------------------- | ------------------ |
| 0                  | 関東バス                  | - 中10・中45：丸山営業所 - 中12・中41：江古田駅             | - 「中10」は終車後の1本のみ運行 - 「中45」は深夜バスとして運行 |                    |
| 1                  | 関東バス                  | - 中27：江古田の森 - 中20：丸山営業所                       |                                                                |                    |
| 2                  | 関東バス                  | - 中03：練馬駅 - 中01-3：阿佐谷営業所                       |                                                                |                    |
| 3                  | 関東バス                  | - K01：八成小学校 - K02：井草一丁目                         |                                                                |                    |
| 10                 | 関東バス                  | 中01・中02・宿05：野方駅                                    |                                                                |                    |
| 11                 | 関東バス                  | - 阿45：阿佐ケ谷駅 - 中01-2・中01-3：阿佐谷営業所           |                                                                |                    |
| 12                 | 関東バス                  | - 宿05：新宿駅西口 - 中01・阿45・宿08・池11・中30：降車専用 | 宿05は当停留所発車後6番バス停にも停車                          |                    |
| 中野サンプラザ東側 | 関東バス                  |                                                             |                                                                |                    |
| 5                  | 京王バス                  | 中91：新井四丁目                                            | 平日朝2本のみ運行                                              |                    |
| 7                  | 京王バス                  | 中92：練馬駅 / 豊玉中二丁目 / 南蔵院                        | 豊玉中二丁目行は平日朝2本のみ運行。南蔵院行は深夜のみ運行。    |                    |
| 8                  | 関東バス                  | 宿08：新宿駅西口                                            |                                                                |                    |
| 8                  | 東京空港交通              | リムジンバス：羽田空港                                      |                                                                |                    |
| 9                  | - 関東バス - 国際興業バス | 池11：池袋駅西口                                            |                                                                |                    |
| 9                  | 関東バス                  | 中20：丸山営業所                                            |                                                                |                    |
| ガード下           |                           |                                                             |                                                                |                    |
| 無番               | 京王バス                  | - 中91・中92：降車専用 - 中92：中野車庫                     | 中92中野車庫行は入庫便 途中停留所通過の直行として運行          |                    |
| 6                  | 関東バス                  | 宿04・宿05：新宿駅西口                                      | 宿05は12番バス停に停車後当停留所に停車                         |                    |
| 6                  | - 関東バス - 豊鉄バス     | ほの国号：田原駅前                                          |                                                                |                    |

### 南口
| のりば | 運行事業者 | 系統・行先                                                               | 備考                                                               |
| ------ | ---------- | ------------------------------------------------------------------------ | ------------------------------------------------------------------ |
| 1      | 京王バス   | - 宿45：新宿駅西口 - 渋63：渋谷駅 / 中野車庫 - 中82：笹塚駅 / 南台図書館 |                                                                    |
| 2      | 京王バス   | 渋64：渋谷駅 / 中野車庫                                                  | 中野車庫行は入庫便として運行。                                     |
| 3      | 京王バス   | - 中71：永福町 / 峰 - 中87：中野車庫                                     |                                                                    |
| 5      | 関東バス   | - 中35：五日市街道営業所 - 中36：吉祥寺駅                                | 「中35」は昼間運休                                                 |
| 降車場 | 関東バス   | 宿05：降車専用                                                           | 降車取扱後、中野区役所に停車した上で北口10番のりばへ移動し乗車取扱 |

### 停留所について付記
北口に関しては「中野駅入口」停留所も利用可能。中野駅に向かう系統の降車場所としての利用が主となる。
- サンプラザ東側（のりば7・8・9向かい）に設置されており中野駅までの中10・中12・中13・中20・中24・中25・中27・中28・中41・中43・中91・中92の各系統が停車する。

## 隣の駅
東日本旅客鉄道（JR東日本）
 中央線（快速）
■通勤特快（平日上りのみ）
通過
■特別快速「ホリデー快速おくたま」（土休日のみ）・■中央特快・■青梅特快
新宿駅 (JC 05) - 中野駅 (JC 06) - 三鷹駅 (JC 12)
■通勤快速（平日下りのみ）・■快速（土曜・休日）
新宿駅 (JC 05) - 中野駅 (JC 06) - 荻窪駅 (JC 09)
■快速（平日、下り高尾方面は「各駅停車」扱い）
新宿駅 (JC 05) - 中野駅 (JC 06) - 高円寺駅 (JC 07)
 中央・総武線（各駅停車）
東中野駅 (JB 08) - 中野駅 (JB 07) - 高円寺駅 (JB 06)
東京地下鉄（東京メトロ）
 東西線（東陽町以西は全列車が各駅に停車）
高円寺駅 (JB 06・中央線) - 中野駅 (T 01) - 落合駅 (T 02)
- いずれの種別も中央線内では各駅に停車する。

### 記事本文